# 塔普曼 (加利福尼亞州)
塔普曼（英語：Tupman）是位於美國加利福尼亞州克恩縣的一個人口普查指定地區。

## 地理
塔普曼的座標為35°17′53″N 119°21′04″W / 35.29806°N 119.35111°W，而該地最高點為海拔高度101米（即331英尺）。

## 人口
根據2010年美國人口普查的數據，塔普曼的面積為1.367平方千米，當中陸地面積為1.367平方千米，而水域面積為0.000平方千米。當地共有人口161人，而人口密度為每平方千米117人。